# Mikojan-Gurewitsch I-270
Die Mikojan-Gurewitsch I-270 (russisch Микоян-Гуревич И-270, NATO-Codename Type 11) war ein sowjetisches Raketenflugzeug. Sie entstand kurz nach Ende des Zweiten Weltkrieges und wurde durch die deutsche Junkers Ju 248 inspiriert, von der 1945 bei der Eroberung der Junkers-Werke ein vollständiges Exemplar in die Hände der Roten Armee gefallen war, stellt jedoch eine Eigenkonstruktion dar. So verfügte die I-270 im Gegensatz zu den Pfeilflügeln der Ju 248 über konventionelle Trapezflügel sowie über ein Höhenleitwerk.

## Geschichte
Die Entwicklungsarbeiten begannen nach der Entwicklung des Triebwerks 1945 im OKB Mikojan-Gurewitsch, das mit diesem Typ technologisches Neuland betrat. Es entstanden zwei Prototypen unter der Projektbezeichnung „Sch“ (russisch Ж, dem Kürzel für Flüssigkeits-Raketentriebwerk).
Als Antrieb diente ein von Leonid Duschkin und Walentin Gluschko nach deutschen Unterlagen entworfenes Zweikammer-Raketentriebwerk mit einer Brenndauer von 4,24 min bei Maximalleistung, wobei eine Kammer den für den Start und die Steigleistung benötigten Maximalschub von 14 kN erzeugte und die andere den Marschschub von 4 kN. Die Gesamtbrenndauer bei Mindestleistung betrug 9,3 min.
Die in Ganzmetallbauweise projektierte I-270 erhielt eine Druckkabine und ein auf das Seitenleitwerk aufgesetztes gepfeiltes Höhenleitwerk. Da die trapezförmigen Tragflächen des Mitteldeckers mit einem Laminarprofil sehr dünn gehalten waren, wurde das Fahrwerk in den spindelförmigen Rumpf eingezogen.
Die Flugerprobung begann 1946 unter dem Testpiloten W. N. Juganow. Wie schon ihre deutschen Vorgänger erbrachte die I-270 zwar für die damalige Zeit bemerkenswerte Flugleistungen, litt jedoch auch unter dem typischen Manko der zu kurzen Reichweite. Die weitere Entwicklung dieses Projekts wurde deshalb zugunsten der sich parallel in der Testphase befindlichen MiG-9 mit Strahlantrieb eingestellt. Beide Prototypen wurden während der Erprobung bei Bruchlandungen zerstört.

## Technische Daten

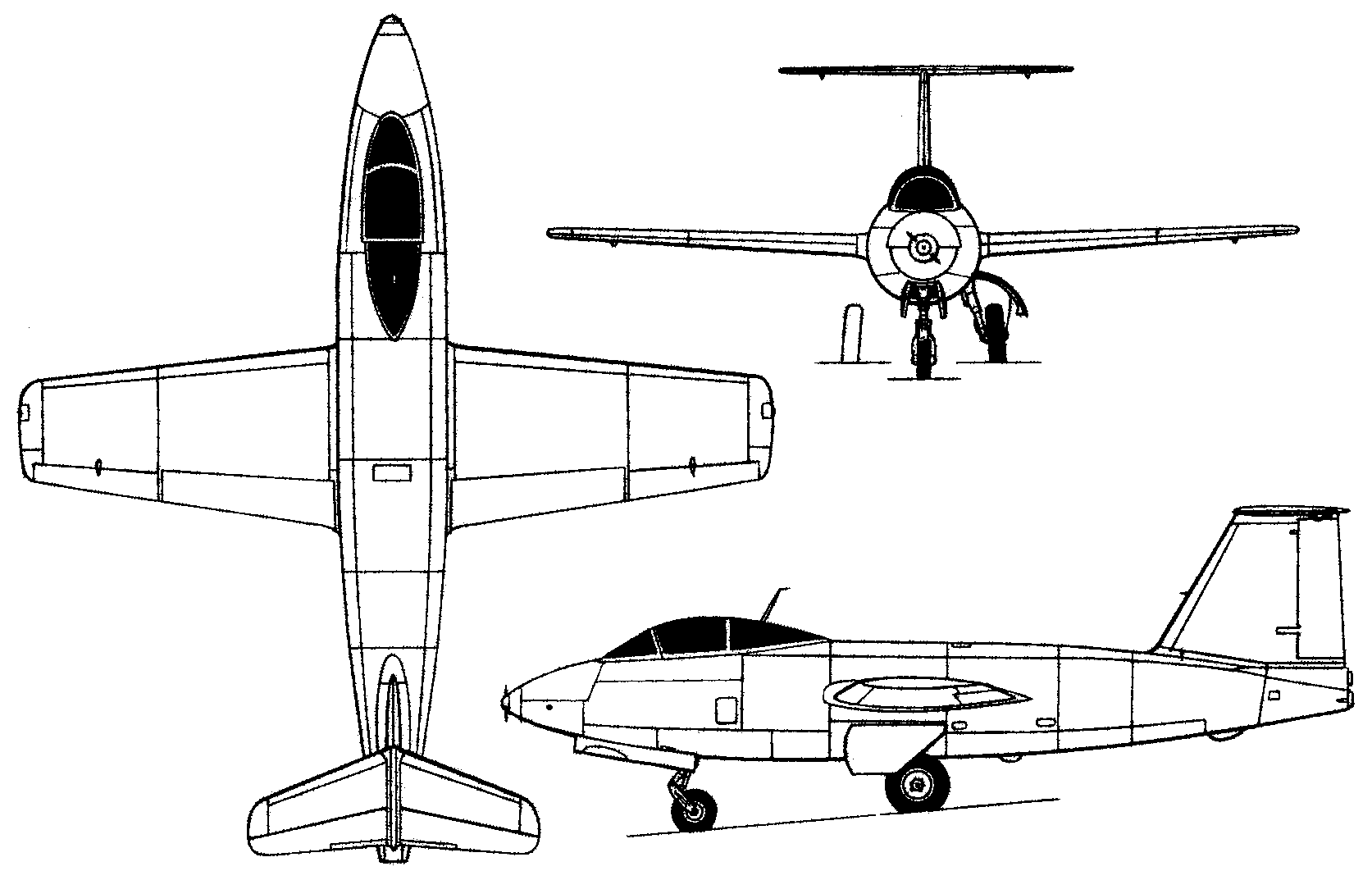
Dreiseitenansicht der I-270

| Kenngröße             | Daten                                                                           |
| --------------------- | ------------------------------------------------------------------------------- |
| Besatzung             | 1                                                                               |
| Länge                 | 8,82 m                                                                          |
| Spannweite            | 7,75 m                                                                          |
| Höhe                  | 3,08 m                                                                          |
| Flügelfläche          | 12,00 m²                                                                        |
| Flügelstreckung       | 5,0                                                                             |
| Leermasse             | 1.893 kg                                                                        |
| Startmasse            | 4.120 kg                                                                        |
| Antrieb               | ein Flüssigkeits-Raketentriebwerk Duschkin-Gluschko RD-2M-3W mit 14,5 kN Schub  |
| Höchstgeschwindigkeit | in Bodennähe 1.000 km/h in 15.000 m Höhe 926 km/h                               |
| Landegeschwindigkeit  | 168 km/h                                                                        |
| Steigzeit             | 1,00 min auf 5.000 m Höhe 2,23 min auf 10.000 m Höhe 2,90 min auf 15.000 m Höhe |
| Gipfelhöhe            | 18.000 m                                                                        |
| Startstrecke          | 895 m                                                                           |
| Landestrecke          | 493 m                                                                           |
| Bewaffnung            | zwei 23-mm-Kanonen NS-23 (je 40 Granaten) im Rumpf                              |